# Eichkögl
Eichkögl osztrák község Stájerország Délkelet-stájerországi járásában. 2017 januárjában 1303 lakosa volt.

## Elhelyezkedése

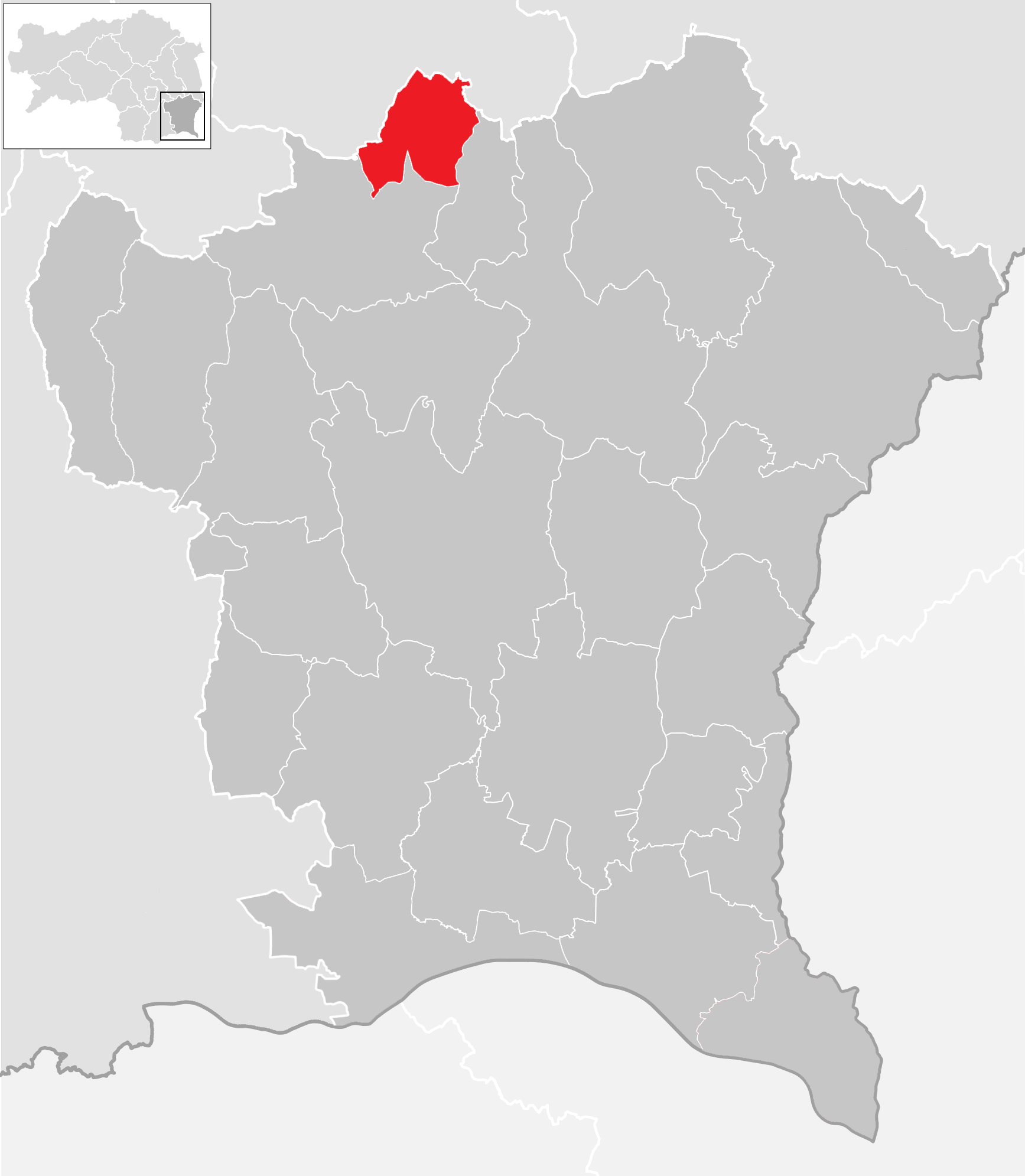
Eichkögl a Délkelet-stájerországi járásban

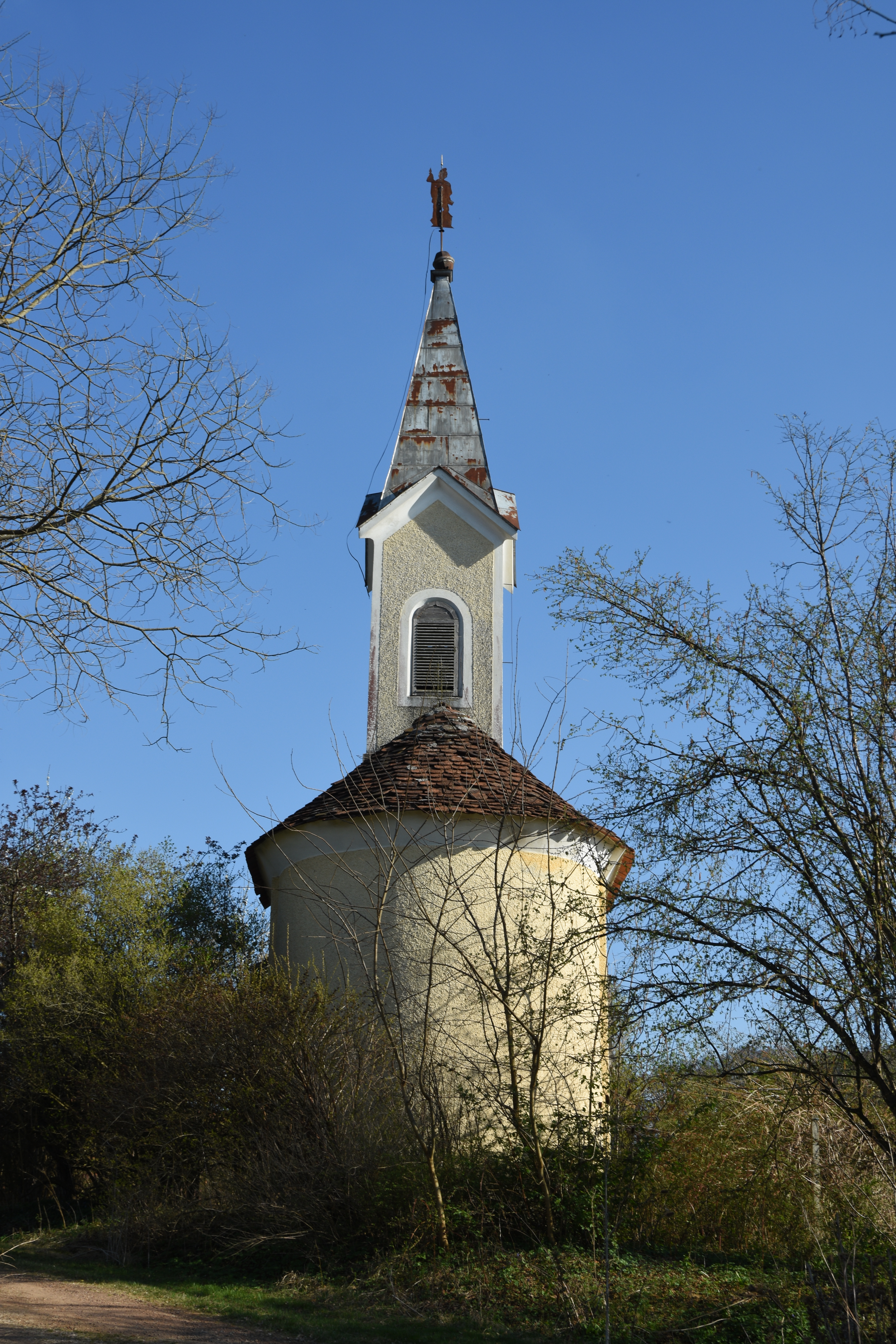
A Csipkerózsika-kápolna Mitterfladnitzban

Eichkögl a Kelet-Stájerország régióban, a Kelet-stájer dombságon fekszik, a Rábától keletre (illetve Erbersdorf a Rába mentén), mintegy 27 km-re keletre Graztól. Az önkormányzat 3 települést egyesít: Eichkögl (386 lakos), Erbersdorf (313 lakos) és Mitterfladnitz (557 lakos).
A környező önkormányzatok: délkeletre Edelsbach bei Feldbach, délnyugatra Kirchberg an der Raab, északnyugatra Sankt Margarethen an der Raab, északkeletre Markt Hartmannsdorf.

## Története
Az ember legrégebbi nyomai (cserépedénytöredékek) a település területén a rézkori Lasinja-kultúrához (i.e. 1800-1400) köthetők.
Eichkögl első írásos említése a 14. századból származik, bár feltehetőleg jóval előbb is lakott volt. Erbersdorfot is ebben a században említik először "Eberweinstorf" formában. A Fötzberg hegyen középkori erődítmény maradványai találhatók, amely egyes történészek szerint az 1335-1468 közötti Voitsch-nemzetség székhelye lehetett.
A 15-17. században a törökök többször is végigdúlták a magyar határ menti települést, többek között 1480-ban, 1532-ben, 1603-ban, 1604-ben és 1667-ben.

## Lakosság
Az eichkögli önkormányzat területén 2017 januárjában 1303 fő élt. A lakosságszám 1869 óta folyamatosan 1200-1300 körül mozgott. 2015-ben a helybeliek 97,4%-a volt osztrák állampolgár; a külföldiek közül 1,2% a régi (2004 előtti), 1% az új EU-tagállamokból érkezett. 2001-ben a lakosok 95,2%-a római katolikusnak, 0,3% evangélikusnak, 3,3% pedig felekezet nélkülinek vallotta magát. Ugyanekkor 4 magyar élt a községben.

## Látnivalók
- a plébániatemplom helyén 1853-ban épített egy Kis Mariazellnek nevezett kápolnát Anton Kobald és felesége a férj tüdőgyulladása alatt tett fogadalom miatt. A kápolna népszerű zarándokhelynek bizonyult így a gyermektelen házaspár 1883-1890 között neobarokk templommá bővíttette az épületet. A templom 1926-ban elnyerte a plébániatemplomi státuszt.
- Mitterfladnitz Csipkerózsika-kápolnája

## Fordítás
- Ez a szócikk részben vagy egészben  az   Eichkögl című német Wikipédia-szócikk ezen változatának fordításán alapul.  Az eredeti cikk szerkesztőit annak laptörténete sorolja fel. Ez a jelzés csupán a megfogalmazás eredetét és a szerzői jogokat jelzi, nem szolgál a cikkben szereplő információk forrásmegjelöléseként.